# مترسک (آلبوم)
 مترسک نام یک آلبوم موسیقی اثر کاوه یغمایی، هنرمند ایرانی است که در سبک پاپ تهیه شده و دارای ۸ آهنگ است.

## فهرست آهنگ‌ها
| ردیف | آهنگ                   |
| ۱    | پل بی عبور             |
| ۲    | پنجه‌های آواز           |
| ۳    | چهارشنبه سوری          |
| ۴    | رؤیایی بدون ستاره      |
| ۵    | مترسک                  |
| ۶    | (مترسک (اجرای راک      |
| ۷    | باور ریزش برگ          |
| ۸    | (پل بی عبور (اجرای راک |